# Baume-les-Dames
Baume-les-Dames är en kommun i departementet Doubs i regionen Bourgogne-Franche-Comté i östra Frankrike. Kommunen ligger i kantonen Baume-les-Dames som tillhör arrondissementet Besançon. År 2022 hade Baume-les-Dames 5 064 invånare.

## Befolkningsutveckling
Antalet invånare i kommunen Baume-les-Dames
Referens:INSEE